# The Dead Has Arisen
The Dead Has Arisen debitantski je studijski album repera Lil' ½ Deada koji je objavljen 25. listopada 1994. godine. Album je objavljen pod diskografskom kućom Priority Records. Izvršni producenti su Courtney Branch i Tracy Kendrick, a gosti na albumu su AMG, MC Chill, Chaos, Quicc 2 Mac i X-Con. Album je na top ljestvici Billboard R&B/Hip-Hop Albums debitirao na poziciji broj 39, a na top ljestvici Billboard Heatseekers Albums na poziciji broj 17. Album je proizveo dva singla "Had to Be a Hustler" i "12 Pacofdoja". Pjesma "12 Pacofdoja" je objavljena kao promotivni singl. Za obe pjesme objavljeni su spotovi.

## Popis pjesama
| Br. | Skladba                                                | Producent                                              | Trajanje |
| --- | ------------------------------------------------------ | ------------------------------------------------------ | -------- |
| 1.  | »Had to Be a Hustler«                                  | Tracy Kendrick, Courtney Branch, Deyon Davis           | 4:34     |
| 2.  | »12 Pacofdoja« (featuring Chaos & Quicc 2 Mac)         | Tracy Kendrick, Courtney Branch, Clever                | 5:14     |
| 3.  | »Stz'll Got It« (featuring AMG & MC Chill)             | Tracy Kendrick, Courtney Branch, Clever                | 5:39     |
| 4.  | »Play 'Em or Spray 'Em (Commercial Break)«             | Tracy Kendrick, Courtney Branch                        | 4:29     |
| 5.  | »Still on a Mission«                                   | Tracy Kendrick, Courtney Branch, Clever                | 4:38     |
| 6.  | »Dead Man Can't Rap«                                   | Tracy Kendrick, Courtney Branch, Damon Rose            | 5:53     |
| 7.  | »Hustler's Interlude«                                  | Tracy Kendrick, Courtney Branch                        | 3:18     |
| 8.  | »That Dope Nigga 1/2 Dead«                             | Tracy Kendrick, Courtney Branch, K-Phlx                | 4:54     |
| 9.  | »Eastside, Westside« (featuring MC Chill)              | Tracy Kendrick, Courtney Branch, K-Phlx                | 5:41     |
| 10. | »Now They Come Around« (featuring Chaos & Quicc 2 Mac) | Tracy Kendrick, Courtney Branch, Damon Rose            | 4:09     |
| 11. | »That's What You Get«                                  | Tracy Kendrick, Courtney Branch, K-Phlx                | 4:10     |
| 12. | »It Don't Stop«                                        | Tracy Kendrick, Courtney Branch, N-Hance               | 4:37     |
| 13. | »You Know Me«                                          | Tracy Kendrick, Courtney Branch                        | 4:30     |
| 14. | »Deadicated« (featuring X-Con)                         | Tracy Kendrick, Courtney Branch, Clever, Russell Brown | 5:23     |

## Top ljestvice
| Top ljestvica (1994.)              | Završna pozicija |
| ---------------------------------- | ---------------- |
| SAD (Billboard R&B/Hip-Hop Albums) | 39               |
| SAD (Billboard Heatseekers Albums) | 17               |

## Nadnevci objavljivanja
| Država                     | Nadnevak            | Format                     | Diskografska kuća | Izvor |
| -------------------------- | ------------------- | -------------------------- | ----------------- | ----- |
| Sjedinjene Američke Države | 25. listopada 1994. | CD, LP, digitalni download | Priority Records  | [ 5 ] |

## Vanjske poveznice
- The Dead Has Arisen na Allmusicu
- The Dead Has Arisen na Discogsu